# Morena Camilleri

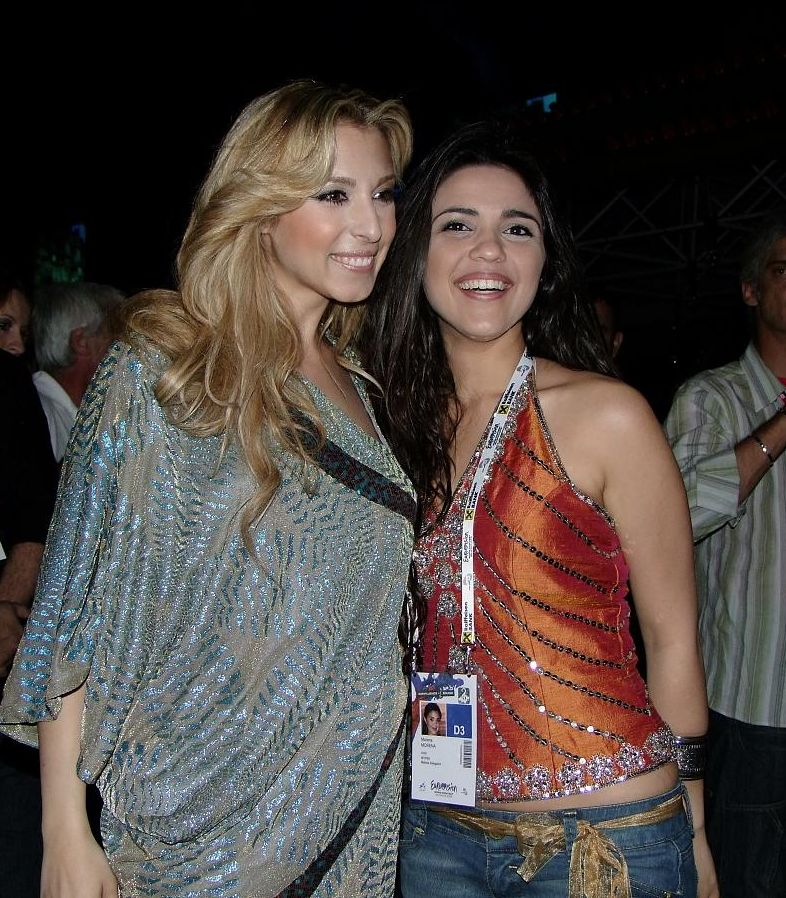
Morena mit Gisela (links) (2008)

Morena (* 1984 in Sannat auf Gozo, eigentlich Margaret Camilleri bzw. Margerita Camilleri Fenech) ist eine maltesische Sängerin. Ihr Künstlername heißt zu Deutsch „Braune“, was ihre Hautfarbe beschreibt.

## Hintergrund
Nachdem sie bereits 2006 dabei gewesen war, nahm Morena 2008 bei der maltesischen Vorentscheidung zum Eurovision Song Contest 2008 teil. Sie trat mit zwei Liedern an: Casanova und Vodka. Während Casanova auf Platz 5 kam, wurde Vodka zum Gewinner erklärt. Morena und Vodka vertraten so Malta im zweiten Semifinale des ESC 2008 am 22. Mai 2008. 38 Punkte und ein 14. Platz reichten jedoch nicht zur Qualifikation für das Finale zwei Tage später.